# Роверсіо
Роверсіо Родрігес де Баррос (порт. Rovérsio Rodrigues de Barros, нар. 17 січня 1984, Ігарассу) — бразильський футболіст, що грав на позиції центрального захисника, зокрема за низку європейських клубних команд.

## Ігрова кар'єра
У дорослому футболі дебютував 2001 року виступами за команду «Санта-Круз» (Ресіфі), в якій провів три сезони.
2004 року перебрався до Португалії, ставши гравцем команди «Жіл Вісенте». Відіграв за неї два сезони у Прімейрі, а згодом ще один рік у другому дивізіоні. Сезон 2007/08 знову проводив в елітному португальському дивізіоні, граючи за «Пасуш ді Феррейра».
Влітку 2008 року за 600 тисяч євро перейшов до іспанської «Осасуни». У листопаді того ж року зазнав важкої травми коліна, яка залишила його поза грою майже на рік. Відновившись від травми, стикнувся у команді з Памплони з високою конкуренцією на позиції центрального захисника, і на сезон 2010/11 був відданий у річну оренду до клубу «Реал Бетіс». Сезон 2011/12 знову проводив в «Осасуні», однак додав до свого активу лише три матчі Ла-Ліги.
В сезоні 2012/13 був гравцем турецького «Ордуспора», в якому також практично не грав, після чого перейшов до американського «Нью-Йорк Космос». У цій команді був важливою складовою лінії захисту, утім знову потерпав через рецидиви травми коліна і 2016 року був змушений оголосити про завершення ігрової кар'єри.